# Euselates perraudieri
Euselates perraudieri är en skalbaggsart som beskrevs av Leon Fairmaire 1893. Euselates perraudieri ingår i släktet Euselates och familjen Cetoniidae. Utöver nominatformen finns också underarten E. p. taivanica.